# Burgstall Schlossberg (Haidhof)
Der Burgstall Schlossberg, der auch Burgstall auf der Flöss oder Heidenstein genannt wird, ist eine abgegangene vermutlich hochmittelalterliche Adelsburg über dem Dorf Haidhof, einem Ortsteil von Gräfenberg im oberfränkischen Landkreis Forchheim in Bayern.
Der Burgstall der ehemaligen Spornburg ist jederzeit frei zugänglich und dient als Aussichtspunkt.

## Geografische Lage
Der Burgstall der Spornburg befindet sich im Naturpark Fränkische Schweiz-Veldensteiner Forst auf 560,1 m ü. NN auf einem Flöss genannten, felsigen und nach Südosten gerichteten Bergsporn des Haidhofer Schloßbergs (569 m ü. NN), der etwa drei Kilometer westsüdwestlich von Egloffstein liegt.
In der Nähe befinden sich auch die Burg Egloffstein, die Burgruine Thuisbrunn im gleichnamigen Ort, ein vermuteter Burgstall östlich von Thuisbrunn und der Burgstall Burgstein auf dem gleichnamigen Burgstein bei der Ortschaft Ortspitz.

## Geschichte der Burg
Es gibt über die abgegangene Burg keine urkundlichen Nachweise, auch ihr Name ist nicht bekannt. Der Nürnberger Burgenforscher Hellmut Kunstmann datiert ihre Erbauung in die zweite Hälfte des 12. Jahrhunderts, verfallen ist sie wohl schon im frühen 13. Jahrhundert. Sie lag an einer mittelalterlichen Altstraße, die von Eggolsheim über Weilersbach, Kirchehrenbach, Leutenbach und Ortspitz an der Burg vorbeiführte, dann weiter nach Haidhof, Thuisbrunn und Dörnhof verlief und in die Straße am Trubachtal einmündete.
Eine indirekte Erwähnung der Burg gibt es in der Schrift Gelegenhait der landschaft mitsampt den furten und helltten darinnen, einer Geländeerkundung der Reichsstadt Nürnberg vor dem Landshuter Erbfolgekrieg von 1504/05, dort heißt es: „ein Halt“, also eine Verteidigungsmöglichkeit, „an der Flöß genannt“.

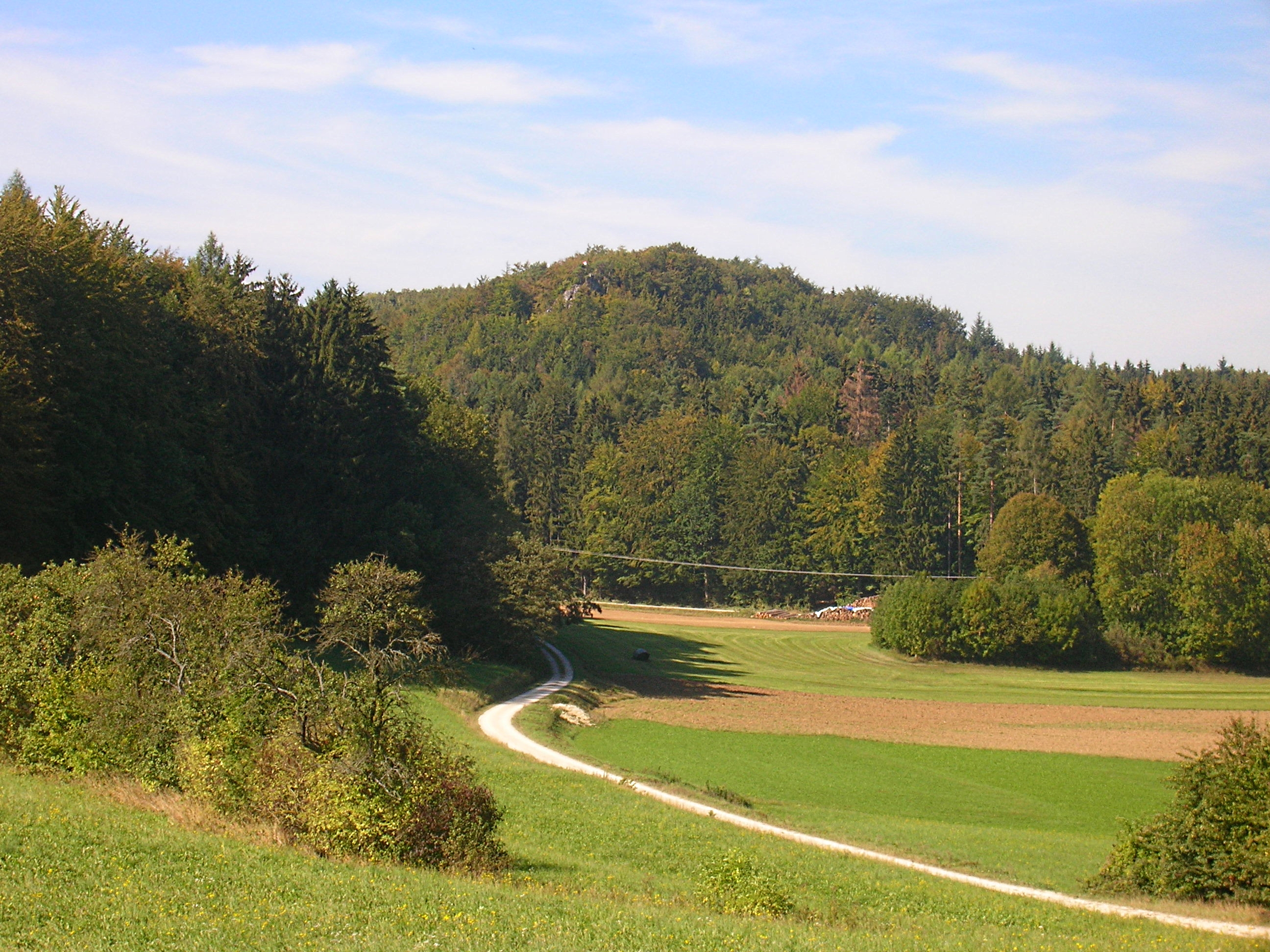
Ansicht des Haidhofer Schloßberges mit dem Burgfelsen aus östlicher Richtung

Die Burg stand im Gelände einer vorgeschichtlichen Befestigung, vermutlich einer Höhensiedlung der Urnenfelderzeit, der späten Hallstattzeit oder der frühen La-Tène-Zeit. Von ihr ist westlich der abgegangenen Burg noch ein Abschnittswall mit Außengraben zu sehen.
Das vom Bayerischen Landesamt für Denkmalpflege als „Vermutlich Höhensiedlung der Urnenfelderzeit und der späten Hallstatt- oder frühen Latènezeit sowie ein mittelalterlicher Burgstall“ erfasste Bodendenkmal trägt die Denkmalnummer D-4-6333-0019.

## Beschreibung

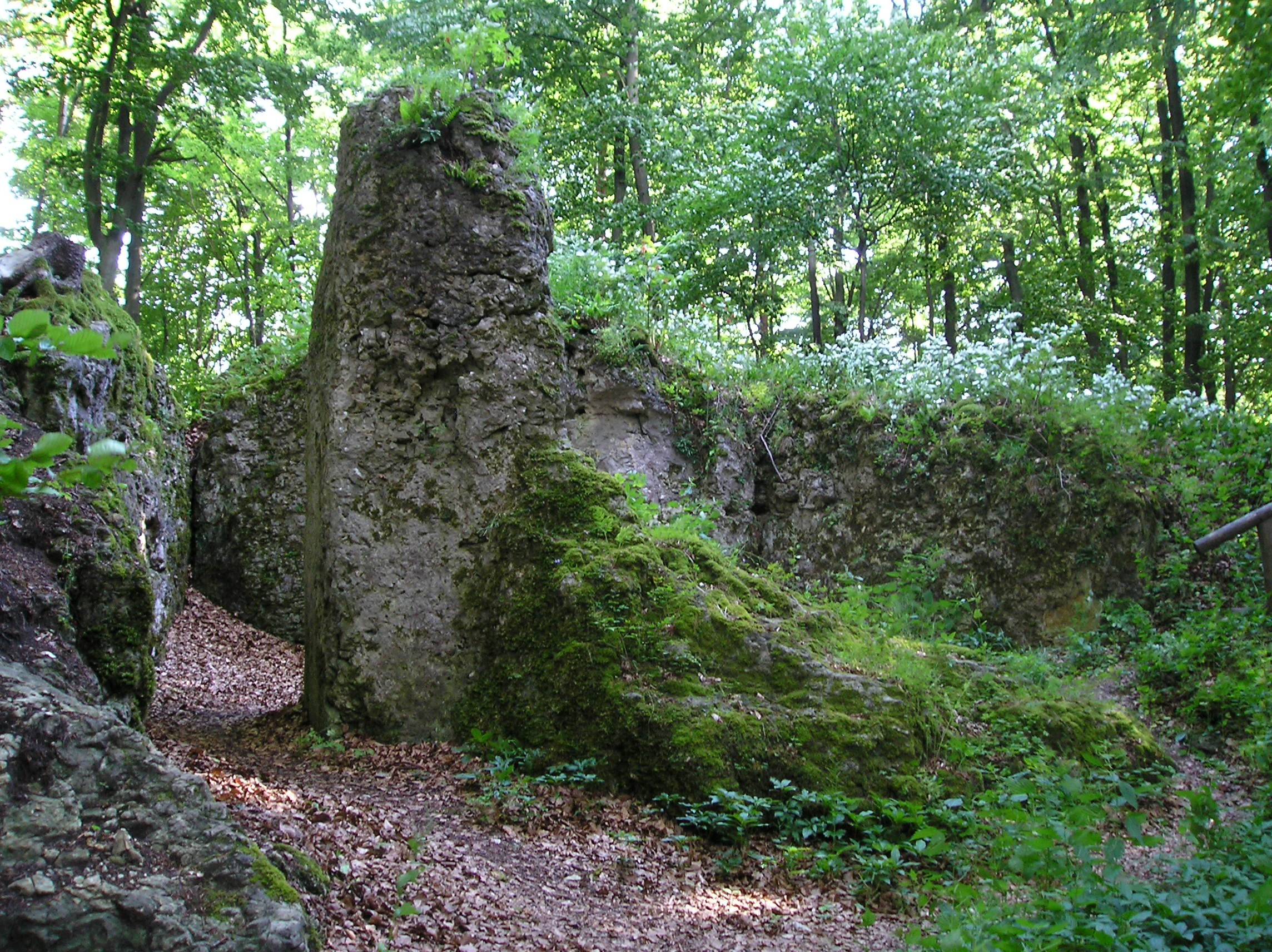
Bild 2: Der Brückenpfeiler im Halsgraben

Die ehemalige Burg stand auf einem teilweise nur zwei Meter schmalen, aber 130 Meter langen Felskamm, der erst 30 Meter in West-Ost-Richtung verläuft und dann nach Südosten umbiegt. Die Südseite fällt als steiler Hang ab, die gesamte Nordseite fällt als senkrechte Felswand etwa zehn Meter tief ab.
Vor dem Burggelände ist eine zwei bis drei Meter tiefe und sieben Meter breite Grube zu sehen, aus ihr wurde wohl Baumaterial für die Burg gewonnen.
Das etwas höher liegende Gelände der Burg wurde durch einen vermutlich unfertig gebliebenen Halsgraben, in den Stufen führen, vom Bergsporn getrennt. Der Graben verläuft von Norden nach Süden und endet nach etwa zwei Dritteln der Breite des Bergspornes, das restliche Drittel ist vermutlich noch in natürlichem Zustand. Er ist vier Meter tief und ebenso breit. Eine ähnliche Situation besteht im Ahorntal bei dem Burgstall auf dem Kandelberg bei Körzendorf. Auch dort wurde der Halsgraben, allerdings von beiden Seiten, begonnen. In der Mitte des Bergrückens wurde ein befahrbarer Rest stehen gelassen, er diente wohl zum besseren Transport des Baumaterials auf die Burgenbaustelle. Zwischen dem Graben und der Burg ist noch ein Absatz zu sehen, der wohl als Zwinger diente.
Im Nordteil des Halsgrabens der Burg bei Haidhof wurde ein Felsturm stehen gelassen (Bild 2). Der manchmal als „Opferstein“ bezeichnete Fels hatte die Funktion eines Brückenpfeilers. Bis zu ihm gab es wohl eine feste Brückenkonstruktion, nach dem Pfeiler führte eine schräg aufwärts führende Zugbrücke zum Burgeingang.
Am Zugang zur Burg, etwa 5,5 Meter nach dem Graben, ist im bewaldeten Gelände der Grundriss eines quadratischen Gebäudes mit einer Seitenlänge von circa 12 Metern zu sehen. Die Mauerstärke betrug nach Kunstmann etwa einen Meter. Die Südhälfte des Gebäudes wahr wohl unterkellert, was durch die senkrecht abgearbeiteten Felsen erkennbar ist. Der Burgweg führte über die Brücke und dann nördlich an dem wohl turmartigen Gebäude vorbei in die Vorburg. Der letzte größere erhaltene Mauerrest befindet sich in einem Felsspalt auf der Nordseite der Vorburg (Bild 1). Die drei Meter hohe Futtermauer besteht noch aus fünf Lagen behauener Steinquader, die bis zu 50 Zentimeter breit sind.
Auf dem restlichen Gelände der Vorburg sind außer einer künstlichen Felsbearbeitung keine weiteren Gebäudespuren zu sehen. Die Vorburg wird von einem drei bis vier Meter tiefen und drei Meter breiten zweiten Halsgraben von der Hauptburg getrennt. Er ist mit einem Holzsteg überbrückt, dort befand sich wohl eine zweite ehemalige Zugbrücke. Gleich nach dem Abschnittsgraben weisen Felsbearbeitungen auf ein Torhaus hin. Etwas weiter sind die abgerutschten Mauerreste eines etwa fünf Meter breiten abgegangenen Gebäudes zu sehen.
Der letzte Burgabschnitt an der Spitze des Bergspornes besteht aus einem 5 mal 12 Meter großen Plateau, auf dem keinerlei Mauerspuren mehr zu sehen sind und das als Aussichtspunkt dient.